# Ридван, Кенни
Кенни Ридван (англ. Kenny Ridwan; род. 27 мая 1999) — американский актёр, наиболее известный по ролям Дейва Кима в комедийном сериале «Голдберги» и Гидеона в супергеройском комедийном сериале «Грозная семейка».

## Ранние годы
Кенни родился в Белвью, Вашингтон, в семье выходцев из Китая. У него есть четверо братьев и сестёр. Он окончил Campbell Hall High School и в данный момент учится в Колумбийском университете.

## Карьера
Ридван начал свою актёрскую карьеру в возрасте 13 лет, начав сниматься на телевидении. Он появлялся в эпизодах таких телесериалов, как «Американская семейка», «Кости», «Восприятие» и других. Кенни получил первую крупную роль в 2014 году, сыграв роль Дейва Кима в комедийном сериале «Голдберги», в котором он продолжает сниматься по сей день. В 2014—2018 годах он играл роль Гидеона в сериале «Грозная семейка».

## Фильмография
| Год       |     | Русское название                            | Оригинальное название                   | Роль              |
| --------- | --- | ------------------------------------------- | --------------------------------------- | ----------------- |
| 2012      | с   | Ветеринарная клиника                        | Animal Practice                         | Ямамото в детстве |
| 2012      | ф   | Анита Хо                                    | Animal Practice                         | Тоеста            |
| 2012      | кор | —                                           | Me First                                | н/д               |
| 2013      | с   | Бывает и хуже                               | The Middle                              | Алан Ханг         |
| 2013      | с   | История Уэнделла и Винни                    | Wendell and Vinnie                      | Джеффи            |
| 2013      | с   | Смертельные сказки                          | Deadtime Stories                        | Юджин Наззаро     |
| 2013      | с   | Управление гневом                           | Anger Management                        | доктор Харрис     |
| 2013      | с   | Американская семейка                        | Modern Family                           | студент-историк   |
| 2013      | с   | Кости                                       | Bones                                   | Брендон Хеллер    |
| 2013      | тф  | —                                           | The Dumb Show                           | Кенни             |
| 2014      | с   | —                                           | Maker Shack Agency                      | милый Лю          |
| 2014      | кор | —                                           | Meeting Gary                            | Трой              |
| 2014      | с   | Восприятие                                  | Perception                              | Эли Данем         |
| 2014      | тф  | —                                           | Smart Alec                              | Чао               |
| 2014      | тф  | —                                           | Divide & Conquer                        | Рэнди             |
| 2014—2015 | с   | Семейство Маккарти                          | The McCarthys                           | Джаред            |
| 2014—2018 | с   | Грозная семейка                             | The Thundermans                         | Гидеон            |
| 2014—2021 | с   | Голдберги                                   | The Goldbergs                           | Дейв Ким          |
| 2015      | с   | Обитель лжи                                 | House of Lies                           | Дэнни             |
| 2015      | ф   | —                                           | Sins of the Father                      | Стив              |
| 2015—2016 | с   | Жизнь Гортимера Гиббона на Нормальной улице | Gortimer Gibbon’s Life on Normal Street | Джошуа Ауэрбах    |
| 2019      | с   | Обученные                                   | Schooled                                | Дейв Ким          |
| 2024      | ф   | Возвращение грозной семейки                 | The Thundermans Return                  | Гидеон            |